# Winzer (Familienname)
Winzer ist ein deutscher Familienname.

## Herkunft und Bedeutung
Winzer ist ein Berufsname und bezieht sich auf den Winzer.

## Namensträger
- Bruno Winzer (1912–nach 1988), deutscher Offizier, Agent des Ministeriums für Staatssicherheit
- Carl Wintzer (Ingenieur) (1828–1881), deutscher Ingenieur und VDI-Vorsitzender
- Carl Wintzer (General) (auch Carl Winzer, eigentlich Karl Friedrich Wilhelm Winzer; 1860–1943), deutscher Generalmajor
- Friedrich Albrecht Winzer (Frederick Albert Winsor; 1762/1763–1830), deutscher Pionier der Gasbeleuchtung
- Friedrich Wilhelm Winzer (1811–1886), deutscher Orgelbaumeister
- Gertrud Winzer (1940–2024), deutsche Politikerin (CDU), MdL
- Hugo Winzer (1862–1937), deutscher Eiskunstläufer
- Icke Winzer (1937–2013), deutscher Maler
- Julius Friedrich Winzer (1780–1845), deutscher Ethnologe und evangelischer Theologe
- Karl Winzer (Widerstandskämpfer) (1895–1962), deutscher Landwirt, Widerstandskämpfer gegen den Nationalsozialismus und VVN-Aktivist
- Karl Wilhelm Winzer (1823–1898), preußischer Textilunternehmer
- Konrad Winzer (* 1955), deutscher Bildhauer
- Max Winzer, deutscher Fußballspieler der 1930er Jahre
- Otto Winzer (1902–1975), deutscher Politiker, DDR-Außenminister
- Paul Winzer (* 1908), deutscher Polizeiattaché, Kommandant des Konzentrationslagers Miranda de Ebro
- Peter Winzer (* 1965), deutscher Wirtschaftswissenschaftler und Hochschullehrer
- Petra Winzer (* 1955), deutsche Ingenieurin, Arbeitswissenschaftlerin und Hochschullehrerin
- Reinhold Ferdinand Winzer (1797–1865), evangelischer Pfarrer und Superintendent in Minden
- Wilhelm Winzer (1878–1957), deutscher Politiker
- Wilhelm Julius Reinhold Winzer (1834–1919), preußischer Beamter zuletzt Regierungspräsident in Arnsberg
- Wolfgang Winzer (* 1936), deutscher Jurist, Hochschullehrer und Rechtsanwalt